# Volar (ozvezdje)
Volar (latinsko Boötes) je ozvezdje severne nebesne poloble in eno od 88 sodobnih ozvezdij, ki jih je priznala Mednarodna astronomska zveza. Bilo je tudi eno od Ptolemejevih 48 ozvezdij. Volarja običajno predstavljajo kot čuvarja medvedov, saj naj bil čuval ozvezdji Velikega in Malega medveda. Predstavlja pastirja, ki je iznašel ralo, katerega vlečeta dva vola.

## Znana nebesna telesa v ozvezdju

### Zvezde
- Arktur (α Boo) [Haris-el-sema], najsvetlejša zvezda na severni nebesni polobli in ena od štirih zvezd z negativnim navideznim sijem 0,04m (druge tri so Sirij, Kanop in α Kentavra), svetlejši od nje sta le Sirij in Kanop. Sij Arkturja je manjši od skupnega sija glavnih dveh komponent α Kentavra, ki sta pretesno skupaj, da ju oko razloči kot samostojni svetlobni vir, tako da je Arktur četra najsvetlejša zvezda na nočnem nebu. Je druga nesvetlejša zvezda, vidna iz severnih zemljepisnih širin. Zvezda leži v Krajevnem medzvezdnem oblaku, v katerega je stopilo Osončje pred 44.000 in 150.000 leti. Arktur je rdeča orjakinja spektralnega razreda K1.5 IIIpe. Njen spekter je poln emisijskih črt, kar ni značilno za rdeče orjakinje. Oddaljenost zvezde od Sonca je 36,7 sv. l. Zvezda ima relativno veliko lastno gibanje. Že Halley je odkril, da se je njena lega glede na zvezde v ozadju od antičnih časov močno spremenila.
- Nekar (β Boo) [Meres], dvozvezdje.
- Segin (γ Boo) [Haris.
- Izar (ε Boo) [Mirak, Pulčerima, Mizar].
- ζ Boo, dvozvezdje.
- ι Boo [Asellus Sekundus].
- κ2 Boo [Asellus Tertius].
- Mufrad (η Boo) [Mufrid].
- Alkarulops (μ1 Boo) [Inkalunis, Clava, Venabulum].
- ρ Boo [Hemelein Prima, Al Hamalain].
- σ Boo [Hemelein Sekunda, Al Hamalain].
- BD+36°2593, planet HAT-P-4b.
- HD 128311, planeta b in c.
- HD 132406, planet HD 132406 b.
- W Boo, polpravilna spremenljivka.